# Артамет
Артамет (арм. Արտամետ) — село в Армавирской области Армении.

## География
Село расположено в юго-западной части марза, к северу от автодороги , на расстоянии 26 километров к юго-западу от города Армавир, административного центра области. Абсолютная высота — 965 метров над уровнем моря.
Климат
Климат характеризуется как семиаридный (BSk в классификации климатов Кёппена). Среднегодовая температура воздуха составляет 11,1 °C. Средняя температура самого холодного месяца (января) составляет −4,1 °С, самого жаркого месяца (июля) — 24,3 °С. Расчётная многолетняя норма атмосферных осадков — 321 мм. Наибольшее количество осадков выпадает в мае (54 мм).

## Население
| Год переписи | Население          | Население          | Население          | Население            | Население            | Население            |
| Год переписи | Наличное население | Наличное население | Наличное население | Постоянное население | Постоянное население | Постоянное население |
| Год переписи | Всего              | Мужчины            | Женщины            | Всего                | Мужчины              | Женщины              |
| ------------ | ------------------ | ------------------ | ------------------ | -------------------- | -------------------- | -------------------- |
| 2001         | 133                | 63                 | 70                 | 212                  | 106                  | 106                  |
| 2011         | 172                | 83                 | 89                 | 172                  | 83                   | 89                   |

| Год  | Численность | Численность |
| ---- | ----------- | ----------- |
| 1989 | 1000        | [ 8 ]       |
| 2001 | 212         | [ 8 ]       |
| 2011 | 172         | [ 9 ]       |